# Mikael Håfström
Jan Mikael Håfström (Lund, 1º giugno 1960) è un regista e sceneggiatore svedese.
Tra i suoi film più significativi possiamo trovare: Evil - Il ribelle, 1408 e Il rito.

## Biografia
Mikael Håfström (soprannominato Heffa) nasce nel 1960 in Svezia, a Lund, nella contea della Scania.
Håfström raggiunge la notorietà mondiale con il film Evil - Il ribelle del 2003, tratto dal romanzo autobiografico di Jan Guillou La fabbrica del male (Ondskan) del 1981. Il film è ambientato nel 1959, in un collegio privato dove vi era violenza istituzionale, tema centrale del film. Il personaggio principale, Erik, è interpretato da Andreas Wilson e tra gli altri attori si ricordano Gustaf Skarsgård, Kjell Bergqvist e Björn Granath. La pellicola è stata nominata all'Oscar al miglior film straniero e ha vinto tre Guldbagge Awards, tra cui quello per il miglior film.
Successivamente dirige il suo primo film in lingua inglese intitolato Derailed - Attrazione letale (2005) con protagonisti Jennifer Aniston e Clive Owen.
Nel 2007 il regista svedese dirige l'horror 1408, tratto dall'omonimo breve racconto di Stephen King incluso nella raccolta Tutto è fatidico. Nel cast sono presenti John Cusack, Samuel L. Jackson e Mary McCormack. Il film è un successo sia di critica che di pubblico.
Nel 2010 è la volta di Shanghai rifacimento del film Shanghai (1935) con Loretta Young e Charles Boyer che non ottiene successo sia di pubblico che di critica nonostante gli elogi alla scenografia, ai costumi ed alla fotografia. Tra i principali interpreti della pellicola figurano John Cusack, Li Gong, Ken Watanabe, Rinko Kikuchi e Chow Yun-Fat.
Ultimo dei suoi successi è Il rito (The Rite), uscito nel circuito cinematografico americano il 28 gennaio 2011 e in Italia l'11 marzo dello stesso anno su distribuzione della Warner Bros. Il film è ispirato al romanzo The Rite: The Making of a Modern Day Exorcist di Matt Baglio. Tra gli attori si annoverano Anthony Hopkins, Ciarán Hinds, Rutger Hauer e Maria Grazia Cucinotta.
La sua ultima fatica lo vede dirigere Sylvester Stallone e Arnold Schwarzenegger in Escape Plan - Fuga dall'inferno uscito nel 2013 ed accolto positivamente sia dal pubblico che dalla critica.

### Vita privata
Mikael è stato sposato con la produttrice cinematografica Anna Anthony, ma ora sono divorziati. Il fratello è Dan Håfström, attore.

## Filmografia

### Regista

#### Cinema
- Giriga, De (1992)
- Vendetta (1995)
- Leva livet (2001)
- Evil - Il ribelle (Ondskan) (2003)
- Drowning Ghost - Oscure presenze (Strandvaskaren) (2004)
- Derailed - Attrazione letale (Derailed) (2005)
- 1408 (2007)
- Shanghai (2010)
- Il rito (The Rite) (2011)
- Escape Plan - Fuga dall'inferno (Escape Plan) (2013)
- Outside the Wire (2021)

#### Televisione
- Terrorns finger – film TV (1989)
- Botgörarna – film TV (1995)
- Skuggornas hus – serie TV, 3 episodi (1996)
- Chock 1 - Dödsängeln – film TV (1997)

### Sceneggiatore

#### Cinema
- Giriga, De, regia di Mikael Håfström (1992)
- Vendetta, regia di Mikael Håfström (1995)
- Leva livet, regia di Mikael Håfström (2001)
- Kops (Kopps), regia di Josef Fares (2003)
- Evil - Il ribelle (Ondskan), regia di Mikael Håfström (2003)
- Drowning Ghost - Oscure presenze (Strandvaskaren), regia di Mikael Håfström (2004)

#### Televisione
- Botgörarna, regia di Mikael Håfström – film  TV (1995)
- Sjätte dagen – serie TV, 21 episodi (1999)
- Dirigent – serie TV, 4 episodi (2018)

## Riconoscimenti
Guldbagge
2002
Migliore sceneggiatura per Leva livet
Candidatura a miglior regista per Leva livet
2004
Candidatura a miglior regista per Evil - Il ribelle
Candidatura a migliore sceneggiatura per Evil - Il ribelle